# Кубок Англії з футболу 1967—1968
Кубок Англії з футболу 1967—1968 — 87-й розіграш найстарішого футбольного турніру у світі, Кубка виклику Футбольної Асоціації, також відомого як Кубок Англії. Вп'яте титул здобув Вест-Бромвіч Альбіон.

## Перший раунд
| Дата                   | Господарі                  | Рахунок | Гості                  |
| ---------------------- | -------------------------- | ------- | ---------------------- |
| 9 грудня               | Честерфілд                 | 2:0     | Барнслі                |
| 9 грудня               | Борнмут енд Боском Атлетік | 2:0     | Нортгемптон Таун       |
| 9 грудня               | Барроу                     | 2:0     | Олдем Атлетік          |
| 9 грудня               | Грантем                    | 1:3     | Олтрінгем              |
| 9 грудня               | Веймут                     | 0:2     | Лейтон Орієнт          |
| 9 грудня               | Грімсбі Таун               | 1:1     | Бредфорд Парк-Авеню    |
| 11 грудня Перегравання | Бредфорд Парк-Авеню        | 4:1     | Грімсбі Таун           |
| 9 грудня               | Транмер Роверз             | 5:1     | Рочдейл                |
| 9 грудня               | Стокпорт Каунті            | 1:1     | Маклсфілд Таун         |
| 13 грудня Перегравання | Маклсфілд Таун             | 2:1     | Стокпорт Каунті        |
| 9 грудня               | Лейтонстоун                | 0:1     | Волсолл                |
| 9 грудня               | Лоустофт Таун              | 0:1     | Вотфорд                |
| 9 грудня               | Бредфорд Сіті              | 7:1     | Рексем                 |
| 9 грудня               | Вімблдон                   | 3:0     | Ромфорд                |
| 9 грудня               | Гул Таун                   | 0:0     | Спеннімур Юнайтед      |
| 13 грудня Перегравання | Спеннімур Юнайтед          | 3:1     | Гул Таун               |
| 9 грудня               | Гартліпул Юнайтед          | 2:3     | Бері                   |
| 9 грудня               | Сканторп Юнайтед           | 2:0     | Скелмерсдейл Юнайтед   |
| 9 грудня               | Порт Вейл                  | 1:2     | Честер Сіті            |
| 9 грудня               | Саутпорт                   | 3:1     | Лінкольн Сіті          |
| 9 грудня               | Ранкорн                    | 1:0     | Ноттс Каунті           |
| 9 грудня               | Волтемстоу Авеню           | 2:1     | Кіддермінстер Гарріерз |
| 9 грудня               | Йорк Сіті                  | 0:1     | Донкастер Роверз       |
| 9 грудня               | Челмсфорд Сіті             | 3:3     | Оксфорд Юнайтед        |
| 13 грудня Перегравання | Оксфорд Юнайтед            | 3:3     | Челмсфорд Сіті         |
| 18 грудня Перегравання | Челмсфорд Сіті             | 1:0     | Оксфорд Юнайтед        |
| 9 грудня               | Нанітон Боро               | 0:0     | Ексетер Сіті           |
| 13 грудня Перегравання | Ексетер Сіті               | 0:0     | Нанітон Боро           |
| 18 грудня Перегравання | Нанітон Боро               | 0:1     | Ексетер Сіті           |
| 9 грудня               | Корбі Таун                 | 0:4     | Бостон Юнайтед         |
| 9 грудня               | Дагенем                    | 1:0     | Тонбрідж               |
| 9 грудня               | Райоп Кольєрі Велфар       | 0:1     | Воркінгтон             |
| 9 грудня               | Арнольд                    | 0:3     | Бристоль Роверз        |
| 11 грудня              | Пітерборо Юнайтед          | 5:2     | Фалмут Таун            |
| 12 грудня              | Свіндон Таун               | 4:0     | Солсбері               |
| 12 грудня              | Торкі Юнайтед              | 1:1     | Колчестер Юнайтед      |
| 18 грудня Перегравання | Колчестер Юнайтед          | 2:1     | Торкі Юнайтед          |
| 13 грудня              | Йовіл Таун                 | 1:3     | Маргейт                |
| 13 грудня              | Редінг                     | 6:2     | Олдершот               |
| 13 грудня              | Шрусбері Таун              | 3:0     | Дарлінгтон             |
| 13 грудня              | Брайтон енд Гоув Альбіон   | 1:0     | Саутенд Юнайтед        |
| 13 грудня              | Тау Лоу Таун               | 5:1     | Менсфілд Таун          |
| 13 грудня              | Галіфакс Таун              | 3:2     | Кру Александра         |
| 13 грудня              | Герефорд Юнайтед           | 3:2     | Барнет                 |
| 14 грудня              | Лутон Таун                 | 2:1     | Оксфорд Юнайтед        |
| 14 грудня              | Брентфорд                  | 2:2     | Гілфорд Сіті           |
| 18 грудня Перегравання | Гілфорд Сіті               | 2:1     | Брентфорд              |
| 18 грудня              | Ньюпорт Каунті             | 3:0     | Джиллінгем             |
| 18 грудня              | Свонсі Сіті                | 2:0     | Енфілд                 |

## Другий раунд
До другого раунду увійшли переможці першого раунду. 
| Дата                  | Господарі           | Рахунок | Гості                      |
| --------------------- | ------------------- | ------- | -------------------------- |
| 6 січня               | Честер Сіті         | 0:1     | Честерфілд                 |
| 6 січня               | Вотфорд             | 3:0     | Герефорд Юнайтед           |
| 6 січня               | Редінг              | 1:1     | Дагенем                    |
| 15 січня Перегравання | Дагенем             | 0:1     | Редінг                     |
| 6 січня               | Маклсфілд Таун      | 2:0     | Спеннімур Юнайтед          |
| 6 січня               | Свіндон Таун        | 3:2     | Лутон Таун                 |
| 6 січня               | Донкастер Роверз    | 1:1     | Воркінгтон                 |
| 15 січня Перегравання | Воркінгтон          | 1:2     | Донкастер Роверз           |
| 6 січня               | Бредфорд Сіті       | 2:3     | Бері                       |
| 6 січня               | Вімблдон            | 0:4     | Бристоль Роверз            |
| 6 січня               | Олтрінгем           | 1:2     | Барроу                     |
| 6 січня               | Бредфорд Парк-Авеню | 2:3     | Транмер Роверз             |
| 6 січня               | Ексетер Сіті        | 1:3     | Волсолл                    |
| 6 січня               | Галіфакс Таун       | 1:0     | Сканторп Юнайтед           |
| 6 січня               | Маргейт             | 0:4     | Пітерборо Юнайтед          |
| 6 січня               | Свонсі Сіті         | 2:1     | Брайтон енд Гоув Альбіон   |
| 6 січня               | Саутпорт            | 4:2     | Ранкорн                    |
| 6 січня               | Волтемстоу Авеню    | 1:3     | Борнмут енд Боском Атлетік |
| 6 січня               | Гілфорд Сіті        | 0:1     | Ньюпорт Каунті             |
| 6 січня               | Бостон Юнайтед      | 1:1     | Лейтон Орієнт              |
| 15 січня Перегравання | Лейтон Орієнт       | 2:1     | Бостон Юнайтед             |
| 6 січня               | Челмсфорд Сіті      | 0:2     | Колчестер Юнайтед          |
| 15 січня              | Тау Лоу Таун        | 1:1     | Шрусбері Таун              |
| 18 січня Перегравання | Шрусбері Таун       | 6:2     | Тау Лоу Таун               |

## Третій раунд
| Дата                  | Господарі                  | Рахунок | Гості                      |
| --------------------- | -------------------------- | ------- | -------------------------- |
| 27 січня              | Блекпул                    | 2:1     | Честерфілд                 |
| 27 січня              | Борнмут енд Боском Атлетік | 0:0     | Ліверпуль                  |
| 30 січня Перегравання | Ліверпуль                  | 4:1     | Борнмут енд Боском Атлетік |
| 27 січня              | Барроу                     | 1:2     | Лестер Сіті                |
| 27 січня              | Бристоль Сіті              | 0:0     | Бристоль Роверз            |
| 30 січня Перегравання | Бристоль Роверз            | 1:2     | Бристоль Сіті              |
| 27 січня              | Бернлі                     | 1:3     | Вест Гем Юнайтед           |
| 27 січня              | Саутгемптон                | 1:1     | Ньюпорт Каунті             |
| 30 січня Перегравання | Ньюпорт Каунті             | 2:3     | Саутгемптон                |
| 27 січня              | Вотфорд                    | 0:1     | Шеффілд Юнайтед            |
| 27 січня              | Волсолл                    | 1:1     | Крістал Пелес              |
| 31 січня Перегравання | Крістал Пелес              | 1:2     | Волсолл                    |
| 27 січня              | Ноттінгем Форест           | 4:2     | Болтон Вондерерз           |
| 27 січня              | Астон Вілла                | 3:0     | Міллволл                   |
| 27 січня              | Шеффілд Венсдей            | 3:0     | Плімут Аргайл              |
| 27 січня              | Мідлсбро                   | 1:1     | Галл Сіті                  |
| 31 січня Перегравання | Галл Сіті                  | 2:1     | Мідлсбро                   |
| 7 лютого Перегравання | Мідлсбро                   | 1:0     | Галл Сіті                  |
| 27 січня              | Свіндон Таун               | 1:0     | Блекберн Роверз            |
| 27 січня              | Шрусбері Таун              | 1:1     | Арсенал                    |
| 30 січня Перегравання | Арсенал                    | 2:0     | Шрусбері Таун              |
| 27 січня              | Донкастер Роверз           | 0:2     | Свонсі Сіті                |
| 27 січня              | Транмер Роверз             | 2:1     | Гаддерсфілд Таун           |
| 27 січня              | Ньюкасл Юнайтед            | 0:1     | Карлайл Юнайтед            |
| 27 січня              | Манчестер Сіті             | 0:0     | Редінг                     |
| 31 січня Перегравання | Редінг                     | 0:7     | Манчестер Сіті             |
| 27 січня              | Квінз Парк Рейнджерс       | 1:3     | Престон Норт-Енд           |
| 27 січня              | Фулгем                     | 4:2     | Маклсфілд Таун             |
| 27 січня              | Ковентрі Сіті              | 3:0     | Чарльтон Атлетік           |
| 27 січня              | Манчестер Юнайтед          | 2:2     | Тоттенгем Готспур          |
| 31 січня Перегравання | Тоттенгем Готспур          | 1:0     | Манчестер Юнайтед          |
| 27 січня              | Норвіч Сіті                | 1:1     | Сандерленд                 |
| 31 січня Перегравання | Сандерленд                 | 0:1     | Норвіч Сіті                |
| 27 січня              | Челсі                      | 3:0     | Іпсвіч Таун                |
| 27 січня              | Галіфакс Таун              | 2:4     | Бірмінгем Сіті             |
| 27 січня              | Саутпорт                   | 0:1     | Евертон                    |
| 27 січня              | Дербі Каунті               | 0:2     | Лідс Юнайтед               |
| 27 січня              | Сток Сіті                  | 4:1     | Кардіфф Сіті               |
| 27 січня              | Ротергем Юнайтед           | 1:0     | Вулвергемптон Вондерерз    |
| 27 січня              | Пітерборо Юнайтед          | 0:1     | Портсмут                   |
| 27 січня              | Колчестер Юнайтед          | 1:1     | Вест-Бромвіч Альбіон       |
| 31 січня Перегравання | Вест-Бромвіч Альбіон       | 4:0     | Колчестер Юнайтед          |
| 27 січня              | Лейтон Орієнт              | 1:0     | Бері                       |

## Четвертий раунд
У цьому раунді зіграли переможці попереднього етапу.
| Дата                   | Господарі            | Рахунок | Гості                |
| ---------------------- | -------------------- | ------- | -------------------- |
| 17 лютого              | Волсолл              | 0:0     | Ліверпуль            |
| 19 лютого Перегравання | Ліверпуль            | 5:2     | Волсолл              |
| 17 лютого              | Астон Вілла          | 0:1     | Ротергем Юнайтед     |
| 17 лютого              | Шеффілд Венсдей      | 2:1     | Свіндон Таун         |
| 17 лютого              | Мідлсбро             | 1:1     | Бристоль Сіті        |
| 20 лютого Перегравання | Бристоль Сіті        | 2:1     | Мідлсбро             |
| 17 лютого              | Вест-Бромвіч Альбіон | 1:1     | Саутгемптон          |
| 21 лютого Перегравання | Саутгемптон          | 2:3     | Вест-Бромвіч Альбіон |
| 17 лютого              | Шеффілд Юнайтед      | 2:1     | Блекпул              |
| 17 лютого              | Тоттенгем Готспур    | 3:1     | Престон Норт-Енд     |
| 17 лютого              | Манчестер Сіті       | 0:0     | Лестер Сіті          |
| 19 лютого Перегравання | Лестер Сіті          | 4:3     | Манчестер Сіті       |
| 17 лютого              | Фулгем               | 0:0     | Портсмут             |
| 21 лютого Перегравання | Портсмут             | 1:0     | Фулгем               |
| 17 лютого              | Ковентрі Сіті        | 1:1     | Транмер Роверз       |
| 21 лютого Перегравання | Транмер Роверз       | 2:0     | Ковентрі Сіті        |
| 17 лютого              | Карлайл Юнайтед      | 0:2     | Евертон              |
| 17 лютого              | Челсі                | 1:0     | Норвіч Сіті          |
| 17 лютого              | Свонсі Сіті          | 0:1     | Арсенал              |
| 17 лютого              | Лідс Юнайтед         | 2:1     | Ноттінгем Форест     |
| 17 лютого              | Сток Сіті            | 0:3     | Вест Гем Юнайтед     |
| 17 лютого              | Бірмінгем Сіті       | 3:0     | Лейтон Орієнт        |

## П'ятий раунд
На цьому етапі зіграли переможці попереднього раунду.
| Дата                    | Господарі         | Рахунок | Гості                |
| ----------------------- | ----------------- | ------- | -------------------- |
| 9 березня               | Шеффілд Венсдей   | 2:2     | Челсі                |
| 12 березня Перегравання | Челсі             | 2:0     | Шеффілд Венсдей      |
| 9 березня               | Евертон           | 2:0     | Транмер Роверз       |
| 9 березня               | Тоттенгем Готспур | 1:1     | Ліверпуль            |
| 12 березня Перегравання | Ліверпуль         | 2:1     | Тоттенгем Готспур    |
| 9 березня               | Вест Гем Юнайтед  | 1:2     | Шеффілд Юнайтед      |
| 9 березня               | Арсенал           | 1:1     | Бірмінгем Сіті       |
| 12 березня Перегравання | Бірмінгем Сіті    | 2:1     | Арсенал              |
| 9 березня               | Лідс Юнайтед      | 2:0     | Бристоль Сіті        |
| 9 березня               | Ротергем Юнайтед  | 1:1     | Лестер Сіті          |
| 13 березня Перегравання | Лестер Сіті       | 2:0     | Ротергем Юнайтед     |
| 9 березня               | Портсмут          | 1:2     | Вест-Бромвіч Альбіон |

## Шостий раунд
На цьому етапі зіграли переможці попереднього раунду.
| Дата                   | Господарі            | Рахунок | Гості                |
| ---------------------- | -------------------- | ------- | -------------------- |
| 30 березня             | Лестер Сіті          | 1:3     | Евертон              |
| 9 березня              | Вест-Бромвіч Альбіон | 0:0     | Ліверпуль            |
| 8 квітня Перегравання  | Ліверпуль            | 1:1     | Вест-Бромвіч Альбіон |
| 18 квітня Перегравання | Вест-Бромвіч Альбіон | 2:1     | Ліверпуль            |
| 30 березня             | Бірмінгем Сіті       | 1:0     | Челсі                |
| 30 березня             | Лідс Юнайтед         | 1:0     | Шеффілд Юнайтед      |

## Півфінали
У півфіналах зіграли команди, що перемогли на попередньому етапі.
| Дата      | Господарі            | Рахунок | Гості          |
| --------- | -------------------- | ------- | -------------- |
| 27 квітня | Вест-Бромвіч Альбіон | 2:0     | Бірмінгем Сіті |
| 27 квітня | Евертон              | 1:0     | Лідс Юнайтед   |

## Фінал
| 18 травня 1968 15:00 BST |

| Вест-Бромвіч Альбіон | 1:0 дч   | Евертон |
| -------------------- | -------- | ------- |
| Астл 93'             | Протокол |         |

| Вемблі, Лондон Глядачів: 100 000 Арбітр: Лео Каллаган |